# إي. كونفيرز بيرس الثاني
إي. كونفيرز بيرس الثاني (بالإنجليزية: E. Converse Peirce 2nd)‏ هو عالم وطبيب أمريكي، ولد في 9 أكتوبر 1917، وتوفي في 8 أغسطس 2003.